# Petauroides minor
Petauroides minor is een zoogdier uit de familie van de kleine koeskoezen (Pseudocheiridae). De wetenschappelijke naam van de soort werd voor het eerst geldig gepubliceerd door Robert Collett in 1887.

## Uiterlijke kenmerken
Het is de kleinste soort uit het geslacht Petauroides en kan worden onderscheiden van de andere twee soorten aan de hand van de grijsbruine vacht met crèmekleurige buik.

## Taxonomie
Deze soort werd lang als ondersoort van de reuzenkoeskoes (Petauroides volans) gezien, maar werd in 2020 als aparte soort beschouwd op basis van genetisch en morfologisch onderzoek.

## Voorkomen
De soort komt voor in noordoostelijk Queensland, van Cairns tot Townsville. De soort komt voornamelijk voor in de Wet tropics of Queensland.